# 대방중학교 (경남)
대방중학교(大方中學校)는 대한민국 경상남도 창원시 성산구 대방동에 있는 공립 중학교이다.

## 학교 연혁
- 1995년 12월 16일 : 대방중학교 30학급 설립 인가
- 1997년 3월 5일 : 신입생 10학급 입학
- 1999년 10월 7일 : 체육관 준공
- 2000년 2월 11일 : 제1회 졸업장 수여식
- 2022년 12월 28일 : 제24회 졸업식(9학급 239명) 누계(9,219명)
- 2023년 3월 1일 : 제11대 조규갑 교장 취임
- 2023년 3월 2일 : 제27회 입학(8학급 220명)

## 참고 자료
- 대방중학교 - 한국교육학술정보원 학교알리미